# 沉底鱷
《沉底鱷》是1989年上映之港產片，由莊澄及侯志強編劇，章國明執導，萬梓良主演。

## 劇情概要
幹探雷大勇（萬梓良飾演）和上司沈Sir（沈威飾演）合不來，但雷和高級督察葉振強（呂良偉飾演）的感情較好。探員張啟華（任達華飾演）原是個好探員，但是卻在十年前被誣販毒而坐了十年冤獄，出獄後他其母親已去世了，他傷心不已，決定要報仇，他先把探員朱志強（豬頭炳）殺死，並把下一個目標定為雷大勇，因為他認為是朱志強及雷大勇陷害自己的。
一天，大勇和強一起到了夜店喝酒，途中和一名富家子發生爭執，之後，富家子更遭殺害了。
大勇即時被捕，但他從警署中逃出來找真兇，大勇在強的通知下，卻以為是啟華害其的，大勇立刻與其發生打鬥，強得知後立刻趕到，跟兩人說出真兇，原來真兇便是沈sir。之後，沈sir拼命找出大勇及啟華，要把他們殺人滅口，終於，沈sir帶人找到了大勇及啟華，雙方發生激烈的槍戰，一番激戰之後，沈Sir被啟華槍殺，但沈sir卻在臨死前把啟華槍殺了，大勇僥倖沒有受傷，並終於沉冤得雪...

## 人物角色
| 演員       | 角色   | 粵語配音 | 關係／備註 |
| 萬梓良     | 雷大勇 | 朱子聰   | 阿勇 幹探 葉振強之好友 張啟華之天敵，後和好 沈Sir之下屬兼天敵 最後槍殺沈Sir                                                          |
| 呂良偉     | 葉振強 | 陳欣     | 老葉 高級督察 雷大勇之好友 和沈Sir的感情較好，後反目 後及時跟張啟華、雷大勇說出在十年前冤枉張啟華的真兇                              |
| 任達華     | 張啟華 | 任達華   | 本片大反派，後棄暗投明 前員警 在十年前被誣販毒而坐了十年冤獄，出獄後變得不澤手段 雷大勇、沈Sir之天敵，後和雷大勇和好 最後被沈Sir槍殺 |
| 沈威       | 沈警司 | 盧雄     | 本片終極大反派 高級督察 和葉振強的感情較好，後反目 雷大勇之上司兼天敵 片末被張啟華槍殺，但臨死前槍殺其                               |
| 大島由加利 | 李海倫 |          | 證人 能證明雷大勇是冤枉的證人 |
| 李國麟     | 阿麟   | 羅君左   | 警員 葉振強之下屬 |
| 汪禹       | 阿清   |          | 好賭之警員 |
| 徐寶鳳     | 莎莎   |          | 夜總會小姐 |
| 伊雷       |        |          | 誤以被警察追之小販 |
| 黎漢持     | 何律師 | 張炳強   | 翁世傑私人律師 |
| 鄒琳琳     | 甜甜   |          | 翁世傑女友 |
| 翁世傑     | 翁世傑 | 陳永信   | 在夜總會和雷大勇發生爭執 |
| 程鋼       | 阿程   |          | 警員 |
| 韓坤       |        |          | 朱志成同事 |
| 伍國健     | 鵬哥   |          | 警員 |
| 張國華     |        |          | 翁世傑友人 |
| 黃雄       | 朱志成 |          | 受沈警司指示陷害張啟華之警員 |
| 田啟文     | 田雞   |          | 雷大勇線民 |
| 徐發       | 獨眼龍 |          | |
| 李俊傑     |        |          | 沈警司派出之殺手 |
| 曾光展     |        |          | 載阿清之計程車司機 |
| 何子滿     |        |          | |
| 敖志君     |        |          | 聘用張啟華之修車廠老闆 |
| 鄭志豪     |        |          | 沈警司派出之殺手 |

## 外部連結
- 互联网电影数据库（IMDb）上《沉底鱷》的资料（英文）
- 香港影庫上《沉底鱷》的資料（繁體中文）